# Prodrome de la Flore Corse
Prodrome de la Flore Corse (abreviado Prodr. Fl. Corse) es un libro con ilustraciones y descripciones botánicas que fue escrito por el botánico y pteridólogo suizo John Isaac Briquet y publicado en París en 3 volúmenes con 5 partes en los años 1910 a 1955 con el nombre de Prodrome de la flore corse comprenant les résultats botaniques de six voyages exécutés en Corse sous les auspices de M. Émile Burnat. Genève, Bâle, Lyon, Paris, 1910-1938.

## Publicación
- Vol. 1, Oct 1910;
- vol. 2, part 1, Jun 1913; part 2, Mar 1936 ("1935");
- vol. 3, part 1, May 1938; part 2, Oct-Dec 1955